# Polonia del Congreso
La Polonia del Congreso (en polaco: Kongresówka), o el Reino de la Polonia del Congreso, Reino de Polonia (en polaco: Królestwo Polskie; en ruso: Царство Польское, Tsárstvo Pólskoie o Zarato de Polonia), también conocida como la Polonia rusa, fue un estado creado en el Congreso de Viena en 1815. Continuación del Gran Ducado de Varsovia creado por Napoleón, pasó a ser parte del Imperio ruso como reino tutelado. Tras el levantamiento polaco de 1830 fue un territorio más del Imperio ruso hasta 1915, cuando Alemania ocupó el país en el contexto de la Primera Guerra Mundial.

## Historia

### Origen
Tras la derrota definitiva del Primer Imperio francés en 1815, quedó extinto el Gran Ducado de Varsovia fundado por Napoleón I como recompensa a la colaboración polaca con la Francia napoleónica, y el territorio del Gran Ducado (que abarcaba gran parte del antiguo Reino de Polonia-Lituania) quedó ocupado por tropas del Imperio ruso, de Austria y de Prusia, aproximadamente según los límites fijados en las Particiones de Polonia.
La existencia del Gran Ducado de Varsovia llamó la atención de las grandes potencias europeas en el Congreso de Viena, en tanto mostraba la necesidad de recompensar a Rusia por su auxilio en la guerra de la Sexta Coalición y sancionar a los polacos por apoyar a la Francia napoleónica. 
Pese a ello, las tensiones entre Gran Bretaña y Austria por un lado, y Rusia y Prusia por otro, motivaron que a sugerencia del embajador francés Talleyrand se creara un estado satélite polaco, cuyo monarca sería el zar ruso pero con cierta autonomía cultural y aduanera, además de poseer una asamblea nobiliaria propia y un  pequeño ejército propio, Estado que se llamaría Polonia del Congreso, plan que fue implementado con ayuda del diplomático polaco Adam Jerzy Czartoryski, al servicio del zar Alejandro I durante el Congreso de Viena. Este nuevo Estado comprendería las regiones polacas de Kalisz, y otras zonas que abarcan los actuales voivodatos de Lublin, Świętokrzyskie, Łódź, Mazovia y Podlaquia, con 3,3 millones de habitantes y unos 128 500 km².

### Evolución
La Polonia del Congreso fue bautizada oficialmente como "Reino de Polonia" pero pronto la autonomía interna polaca —la cual incluso aprobó la Constitución polaca de 1815— colisionó fuertemente con la tradición de autocracia centralista del Imperio ruso, cuyas autoridades se resistían a respetar la autonomía polaca. En tanto que la propia Rusia carecía tanto de límites al poder omnímodo del zar como de Constitución, dotándose de su primera Constitución solo en 1906. 
Así, los gobernadores rusos enviados en representación del zar Alejandro I pronto mostraron su descontento por las libertades concedidas al Reino Polaco (que juzgaban "excesivas") y rechazaron seguir las pautas fijadas en la constitución de dicho Reino, lo cual generó el primer descontento entre las élites polacas.

### Pérdida de autonomía

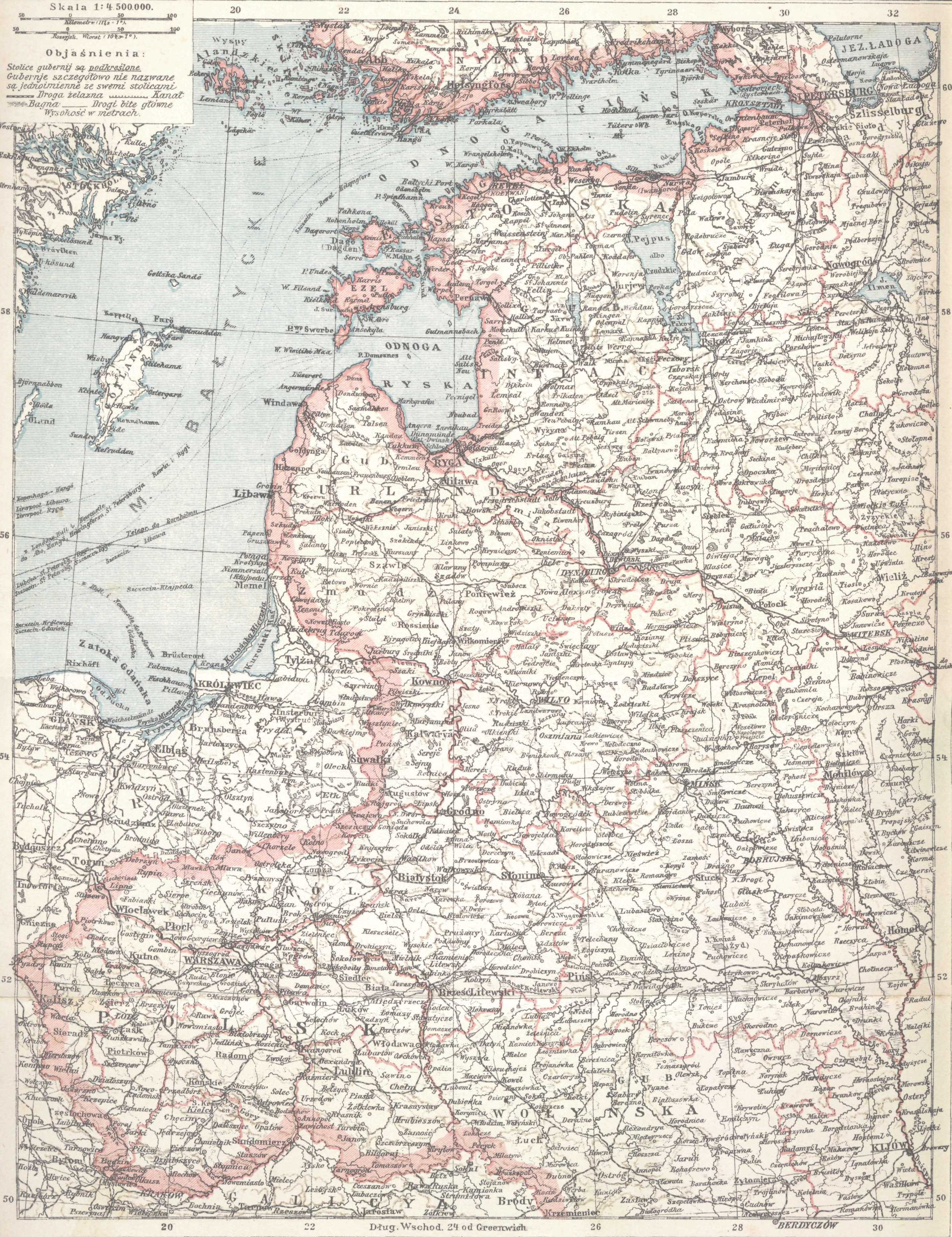
Reino del Congreso en 1902

La fallida revuelta polaca de 1830-1831 en pro de la independencia total causó que el zar Nicolás I (sucesor de Alejandro I desde 1825) redujera notablemente la autonomía polaca, suprimiendo la asamblea nobiliaria, la aduana polaca, y el ejército autónomo polaco, y expulsando de la administración pública a los funcionarios nativos, para reemplazarlos con funcionarios nacidos en Rusia, situación que fue agravada con diversas normas que hacían a Polonia cada vez más dependiente de Rusia. En 1832, Nicolás I abolió la Constitución polaca, teniendo en cuenta que la propia Rusia era una autocracia y careció de Constitución hasta 1906. Nicolás I mantuvo el título de "Rey de Polonia", insistiendo en integrar plenamente los territorios polacos al resto del Imperio ruso, dificultando las actividades del clero católico polaco e imponiendo una severa censura de prensa.
La derrota rusa en la Guerra de Crimea en 1856 y la abolición de la servidumbre en 1861 por obra del zar Alejandro II dieron ánimos a un afán de liberalización en la Polonia del Congreso, empezando una serie de reivindicaciones independentistas en favor de los polacos. Estas fueron rechazadas de modo tajante por la corte rusa y causaron una nueva revuelta en 1863.
La posterior sublevación polaca de 1863 también fue suprimida violentamente por Rusia, y en la práctica eliminó todo vestigio de autonomía de la Polonia del Congreso: la administración civil quedó en manos de funcionarios rusos de modo casi exclusivo, la enseñanza universitaria o escolar en idioma polaco quedó prohibida en todas sus formas, fue impedida la difusión de estudios tachados de "controvertidos" por las autoridades rusas como la historia de Polonia o el análisis de la literatura polaca, y las provincias polacas fueron incorporadas al Imperio ruso bajo el nombre de "Tierras del Vístula" (en ruso Privíslinski Krai) para evitar usar el nombre "Polonia". 
En paralelo, gran parte de la élite cultural polaca, sospechosa de "nacionalismo y separatismo" debió exiliarse o fue deportada a Siberia por las autoridades zaristas, que impusieron ahora gobernadores militares en la antigua Polonia del Congreso, mientras el mismo zar excluía a las "Tierras del Vístula" del alcance de sus políticas liberales e imponía allí los principios de "Ortodoxia, Autocracia, y Nacionalismo" - desarrollados por el conde Serguéi Uvárov - como base del régimen, entendiendo que la "Polonia del Congreso" debía integrarse al resto del Imperio ruso bajo estos tres elementos: preeminencia del cristianismo ortodoxo, obediencia a la autocracia del zar, y sujeción al nacionalismo ruso eliminando el nacionalismo polaco. 
De igual modo, hacia 1875 el nuevo zar Alejandro III prohibió el uso del idioma polaco en instituciones gubernativas de toda especie, así como en documentos oficiales y carteles públicos debiendo ser sustituido por el idioma ruso y se impuso una severa censura contra toda clase de publicación en lengua polaca, promoviendo la rusificación de las "Tierras del Vístula" y manteniendo un amplio aparato de represión policial zarista contra sospechosos de "nacionalismo polaco".

### Últimos años
Pese a estas graves dificultades, la "Polonia rusa" mantuvo un nivel de crecimiento económico mayor al del resto de provincias imperiales rusas, y el sentimiento nacional polaco se mantuvo vivo, fracasando la rusificación patrocinada activamente por las autoridades zaristas, al punto que hacia fines del siglo XIX la Polonia rusa mantenía una población de casi 9 millones de individuos con focos industriales de importancia en Varsovia, Łódź y Lublin, así como una serie de ferrocarriles que la conectaban fácilmente al resto del Imperio Ruso.
En cuanto a la evolución política, la nueva élite polaca rechazaba recurrir de nuevo a una revuelta armada contra Rusia y pretendía alcanzar primero mayor autonomía mediante el desarrollo económico y la industrialización, así como mejorar el nivel de vida de la clase obrera y el campesinado como fundamento para recuperar a largo plazo la independencia perdida. De hecho, tras los fracasos de 1831 y de 1863 los nuevos intelectuales polacos condenaron ambas revueltas como "fantasiosas" y "poco realistas", alegando que en una Polonia atrasada y empobrecida hubiera triunfado la sublevación solo para retornar al dominio ruso en breve plazo, y rechazando también que una Polonia restablecida fuese simple calco del viejo Reino Polaco-Lituano, del cual cuestionaban el papel poco nacionalista de la aristocracia.
El reinado de Nicolás II desde 1893 permitió una leve liberalización que posibilitó el surgimiento de partidos políticos entre los polacos, así como una discusión político-social más amplia y manifestaciones a favor o en contra de los movimientos políticos ocurridos en el Imperio (como la Revolución rusa de 1905 y la creación de la primera Duma), aunque el gobierno zarista mantuvo un firme centralismo e impidió a la Polonia rusa toda autonomía política efectiva.
La Primera Guerra Mundial alteró drásticamente a la Polonia rusa, y en un primer momento tanto el Imperio ruso como las Potencias Centrales ofrecieron independencia a la población polaca si se unía a su bando, y de hecho en ambos lados de la contienda hubo contingentes militares polacos. Las derrotas rusas de 1915 a manos de los alemanes motivaron la Gran retirada rusa (1915) donde las autoridades zaristas y sus tropas abandonaron la mayor parte de la Polonia del Congreso ejecutando un apresurado plan de tierra quemada sobre la infraestructura polaca, hasta que en septiembre de 1915 casi toda la Polonia rusa estaba bajo control militar del Imperio alemán y de Austria-Hungría. El 5 de noviembre de 1916, los emperadores de ambas potencias centrales crearon mediante una ley la "Regencia de Polonia", poniendo fin de modo efectivo a la "Polonia del Congreso".
En la "Polonia del Congreso" nacieron Marie Curie, Józef Piłsudski, Casimir Funk (formuló concepto de las vitaminas) Henryk Sienkiewicz, Rosa Luxemburgo, Maximiliano Kolbe y David Ben-Gurión.